# 7055 Fabiopagan
7055 Fabiopagan è un asteroide della fascia principale. Scoperto nel 1989, presenta un'orbita caratterizzata da un semiasse maggiore pari a 2,3496701 UA e da un'eccentricità di 0,2438608, inclinata di 23,06186° rispetto all'eclittica.